# Кучеровка (Харьковская область)
Кучеровка (укр. Кучерівка), село,
Петропавловский сельский совет,
Купянский район,
Харьковская область.
Код КОАТУУ — 6323785502. Население по переписи 2001 года составляет 704 (329/375 м/ж) человека.

## Географическое положение
Село Кучеровка находится на левом берегу реки Гнилица,
которая через 3 км впадает в реку Оскол.
Выше по течению и на противоположном берегу расположено село Петропавловка.
К селу примыкают село Подолы и город Купянск.
Рядом проходит автомобильная дорога Р-07.
На расстоянии в 2 км находится железнодорожная станция Заосколье.
Село окружает торфяное болото. Рядом с селом большие отстойники.

## История
- 1864 — дата основания.

## Экономика
- Купянское межрайонное предприятие по производству говядины.
- АГРОПРОМЕНЕРГО, КП.

## Объекты социальной сферы
- Кучеровский фельдшерско-акушерский пункт.